# Reprezentacja Hiszpanii w piłce wodnej mężczyzn
Reprezentacja Hiszpanii w piłce wodnej mężczyzn – zespół, biorący udział w imieniu Hiszpanii w meczach i sportowych imprezach międzynarodowych w piłce wodnej, powoływany przez selekcjonera, w którym mogą występować wyłącznie zawodnicy posiadający obywatelstwo hiszpańskie. Za jej funkcjonowanie odpowiedzialny jest Hiszpański Związek Pływacki (RFEN), który jest członkiem Międzynarodowej Federacji Pływackiej.

## Historia
W 1920 reprezentacja Hiszpanii rozegrała swój pierwszy oficjalny mecz na igrzyskach olimpijskich.

## Udział w turniejach międzynarodowych

### Igrzyska olimpijskie
Najwyższe osiągnięcie to złote medale w 1996 roku.

### Mistrzostwa świata
Dotychczas reprezentacji Hiszpanii 22 razy udało się awansować do finałów MŚ. Zdobyła tytuł mistrza świata w 1998, 2001.2022, 2025.

### Puchar świata
Hiszpania 14 razy uczestniczyła w finałach Pucharu świata. W 1985, 1991, 1999, 2006 i 2010 zajęła 3. miejsce. W 2023 i 2025 wygrała Puchar Świata

### Mistrzostwa Europy
Hiszpańskiej drużynie 30 razy udało się zakwalifikować do finałów ME. Została  mistrzem kontynentu w 2024.